# Mšicosaví
Mšicosaví (Sternorrhyncha) jsou podřád polokřídlého hmyzu. Charakteristickým rysem jejich zástupců je dlouhé bodavě-sací ústní ústrojí, které se svou základnou přimyká k hrudi. Kusadla a čelisti mají podobu dvou párů styletů vytvářejících dva kanálky: jedním proudí posléze tuhnoucí sliny, druhý slouží k sání. Druhotně může být ústní ústrojí redukováno. Dalšími sdílenými odvozenými znaky mšicosavých jsou např. dvou- nebo jen jednočlánkové chodidlo neboli tarsus nebo různé charakteristiky křídel. Ta ovšem mohou být také redukována: typickým fenoménem je existence bezkřídlých samic, u samců červců se jeden pár křídel nezávisle na dvoukřídlých přeměnil na kyvadélka neboli haltery.
Rozlišovány bývají čtyři nadčeledi mšicosavých: molice (Aleyrodoidea), mšice (Aphidoidea), červci (Coccoidea) a mery (Psylloidea). Z pohledu vnější systematiky patří mšicosaví do řádu polokřídlých (Hemiptera), jde zřejmě o jejich bazální skupinu. Ačkoli byli mšicosaví spolu s křísi (Auchenorrhyncha) sdružováni do společného taxonu Homoptera, toto uskupení není pokládáno za monofyletické.
Mšicosaví se krmí rostlinnými šťávami – poněvadž jejich strava typicky obsahuje přemíru sacharidů, následně je vylučují v podobě medovice (využívané dále například mravenci). Vzhledem k málo vyvážené stravě se spoléhají na mikrobiální symbionty, jako je Buchnera aphidicola, které např. umožňují syntetizovat některé chybějící aminokyseliny. Jednou z častých vlastností mšicosavých je také produkce voskovitých látek v podobě vláken, poprašků či povlaků.